# Кючуккайнарджийски мирен договор
Договорът от Кючук Кайнарджа е мирен договор от 21 юли 1774 г., сключен между Руската империя и Османската империя след Руско-турската война от 1768 – 1774 г.
Този договор е подписан в края на петата поредна Руско-турска война, предприета от султан Мустафа III срещу руската императрица Екатерина II. Споразумението е сключено в селото Кючук Кайнарджа, днес Кайнарджа, Североизточна България, в Добруджа, близо до Дунав и на югоизток от Силистра. За Османската империя подписа полага великият везир Мухсинзаде Мехмед паша, а за Руската империя – Пьотър Румянцев.
Договорът отстъпва Керч и няколко други черноморски пристанища на Кримския полуостров на Русия и обявява останалата част от Кримското ханство за независимо. Позволено е на руски търговски кораби да плават в турски води. Молдова и Влашко са възстановени под сюзеренната власт на султана, но Русия придобива правото си на намесване във Високата порта (съдът на султана) от името на тези две княжества. Освен това, Русия придобива определени права върху Представителството от името на гръцките православни поданици на султана.
В отделен договор (1775 г.) Турция отстъпва Буковина на Австрия. Договорът от Кючук Кайнарджа улеснява анексията на Крим от Русия (1783 г.) и лежи в основата на по-късните претенции на Русия като защитник на християните и християнството в Османската империя. Договорът е признак за надмощието на Русия над Турция и също така изостря силно Източния въпрос.